# Géorgie aux Jeux olympiques d'été de 2008
La Géorgie participe aux Jeux olympiques d'été de 2008 à Pékin.

## Liste des médaillés géorgiens

### Médailles d’or
| Sport              | Discipline                       | Sportifs                | Performance |
| Médailles d’or : 3 |                                  |                         |             |
| Lutte              | Gréco-romaine Moins de 74 kg (H) | Manuchar Kvirkelia      |             |
| Lutte              | Libre Moins de 84 kg (H)         | Revazi Mindorashvili    |             |
| Judo               | Moins de 90 kg (H)               | IrakliIrakli Tsirekidze |             |

### Médailles d’argent
| Sport                  | Discipline         | Sportifs           | Performance |
| Médailles d’argent : 2 |                    |                    |             |
| Lutte libre            | Moins de 96 kg (H) | Giorgi Gogshelidze |             |
| Halrérophilie          | Moins de 94 kg (H) | Arsen Kasabiev     | 399         |

### Médailles de bronze
| Sport                   | Discipline                     | Sportifs         | Performance |
| Médailles de bronze : 2 |                                |                  |             |
| Tir                     | Pistolet 10 m air comprimé (F) | Nino Salukvadze  | 487,4 pts   |
| Lutte libre             | Moins de 66 kg (H)             | Otar Tushishvili |             |

## Athlètes engagés

### Athlétisme
- David Ilariani
- Mariam Kevkhishvili

#### Hommes
| Épreuve          | Athlète        | Séries   | Séries | Quarts de finale | Quarts de finale | Demi-finales | Demi-finales | Finale   | Finale |
| Épreuve          | Athlète        | Résultat | Rang   | Résultat         | Rang             | Résultat     | Rang         | Résultat | Rang   |
| ---------------- | -------------- | -------- | ------ | ---------------- | ---------------- | ------------ | ------------ | -------- | ------ |
| 110 mètres haies | David Ilariani | 13.75    | 6e Q   | 13.74            | 8e               | -            | -            | -        | -      |

#### Femmes
| Epreuve         | Athlète             | Séries   | Séries | Quarts de finale | Quarts de finale | Demi-finales | Demi-finales | Finale   | Finale |
| Epreuve         | Athlète             | Résultat | Rang   | Résultat         | Rang             | Résultat     | Rang         | Résultat | Rang   |
| --------------- | ------------------- | -------- | ------ | ---------------- | ---------------- | ------------ | ------------ | -------- | ------ |
| Lancer du poids | Mariam Kevkhishvili | 15,99m   | 15e    | -                | -                | -            | -            | -        | -      |

### Natation
- Irakli Revishvili
- Anna Salnikova

### Beach Volleyball
- Équipe hommes
- Équipe femmes

### Boxe
- Nikoloz Izoria
- Kakhaber Zhvania

| Athlète        | Catégorie             | 16e de finale          | 8e de finale         | Quart de finale     | Demi-finale         | Finale              |
| Athlète        | Catégorie             | Adversaire Résultat    | Adversaire Résultat  | Adversaire Résultat | Adversaire Résultat | Adversaire Résultat |
| -------------- | --------------------- | ---------------------- | -------------------- | ------------------- | ------------------- | ------------------- |
| Nikoloz Izoria | Poids plumes (-57kg)  | Batshegi Victoire 14-4 | Imranov Défaite 9-18 | -                   | -                   | -                   |
| Kahaber Jvania | Poids welters (-69Kg) | Andrade Défaite 9-11   | -                    | -                   | -                   | -                   |

### Tir
- Nino Salukvadze

### Gymnastique
- Ilia Giorgadze
- Luba Golovina

### Judo
- Lomer Jorjoliani
- Lasha Gujejiani
- David Kevkhishvili
- Irakli Tsirekidze
- Nestor Khergiani
- Zaza Kedelashvili
- Saba Gavashelishvili

### Lutte
- David Bedinadze
- Ramaz Nozadze
- Badri Khasaia
- Manuchar Kvirkvelia
- Lasha Gogitadze
- Gela Saghirashvili
- Giorgi Gogshelidze
- Otar Tushishvili
- Revaz Mindorashvili
- Besik Gochashvili

### Haltérophilie
- Arsen Kasabiev
- Albert Kuzilov
- Raul Tsirekidze

### Tir à l'arc
- Khatuna Narimanidze
- Kristine Esebua